# El esqueleto de la señora Morales
El esqueleto de la señora Morales és una pel·lícula mexicana de l'any 1959 dirigida per Rogelio A. González i protagonitzada per Arturo de Córdova i Amparo Rivelles.

## Argument
El doctor Pablo Morales (Arturo de Córdova), embalsamador i taxidermista, pateix el calvari d'estar casat amb la frígida, amargada i molt devota Gloria (Amparo Rivelles). Davant de capellans i beates, a la senyora Morales li agrada fantasiejar, inventant-se maltractaments infligits pel marit. El cas és que aquesta dona, que té una cama deformada, fa la vida impossible al pobre marit, qui en quinze anys de matrimoni encara no ha tingut cap relació sexual amb la seua muller. Tip de tot, el doctor decideix enverinar-la. Després buida de carn el seu cos, conservant-ne únicament l'esquelet.

## Context històric i artístic
El esqueleto de la señora Morales és una autèntica raresa del cinema mexicà dels anys cinquanta, la qual és basada en un conte de terror del gal·lès Arthur Machen. Mordaç, esperpèntica i segons com buñueliana comèdia negra, en la qual concorren algunes temàtiques -les tortuoses interrelacions de parella, les dèries religioses, el pecat i la mortificació- igualment properes al guionista Luis Alcoriza com a l'inspirador Luis Buñuel, cineastes d'edat i biografia col·ligada. Exiliats ambdós a Mèxic, on van col·laborar en Los olvidados (1950), l'extremeny Alcoriza va oferir el seu mordicant guió al seu coetani aragonès Buñuel, si bé seria el director Rogelio A. González qui finalment es va fer càrrec de la filmació.
A la pel·lícula s'aprecia una aguda intenció d'acidesa contra el matrimoni, sarcasme antireligiós i punyent sàtira social. De tot plegat, en surt una virulenta i sarcàstica faula de repulsió, crueltat i alliberament, un conte grotesc i macabre en el qual un reprimit i humiliat embalsamador pren la determinació de liquidar la seua frígida i dèspota muller, una dona carregada de manies, de malalties imaginàries i devocionària de tots els sants. En tan càustica i estimulant pel·lícula s'entreveuen algunes semblances i paral·lelismes amb una de les obres mexicanes de Buñuel, Él (1953), precisament escrita per Luis Alcoriza i amb Arturo de Córdova d'actor principal.

## Frases cèlebres
| « | "Ja no puc més, pare Artemio. És massa martiri per a mi. Es pot perdonar la violència, els insults, però aquesta crueltat freda... Sempre troba la manera de torturar-me, de ferir-me fins al més íntim de mi. El meu marit és un monstre. Fingeix que adora els nens, però és un mentider. Ho fa per humiliar-me, perquè jo senti més el dolor que Déu no m'hagi concedit un fill. L'altra nit que va vindre amb unes copes, volia emborratxar-me a la força, per... Vaig haver de cridar perquè em deixés estar. Ell es va posar furiós! Semblava el dimoni!... Jo no puc més, pare. Aquesta casa, amb aquesta olor d'animal podrit! Se n'alegra quan sóc malalta i es burla del meu defecte. I de les meues creences. Sí, pare, sí. I de vostè, també se'n riu, senyor rector." (Amparo Rivelles fent el paper de la molt mentidera senyora Morales) | » |

## Curiositats
- Segons l'opinió de 25 crítics i especialistes del cinema a Mèxic, ocupa el lloc dinovè a la llista de les 100 millors pel·lícules del cinema mexicà publicada a la revista Somos el juliol del 1994.[3]